# Couleur complémentaire

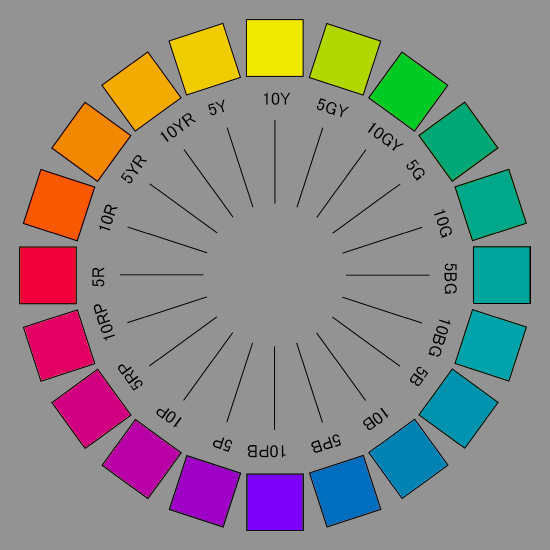
Cercle chromatique du Nuancier de Munsell.

Un couple de couleurs complémentaires est un couple de couleurs qui, mélangées, annulent la perception de couleur, produisant un gris neutre.
Deux couleurs complémentaires sont diamétralement opposées sur le cercle chromatique. Dans le diagramme de chromaticité, les points qui les représentent sont alignés de part et d'autre du « point blanc », dont les coordonnées sont celles de l'illuminant.
Les conséquences de la définition diffèrent profondément selon qu'il s'agit de mélange additif de lumières colorées ou de combinaisons de matières colorées, soit par superposition de transparences, soit par mélange, comme avec les peintures. Dès la fin du XIXe siècle, Ogden Rood mettait en garde contre la confusion entre ces deux applications, à la source de débats acerbes. Cela n'a pas empêché ses lecteurs de les poursuivre, la confusion étant ancrée dans le vocabulaire.
À la fin du XIXe siècle, l'appréciation esthétique du rapprochement des couleurs complémentaires est passée de négative — on parlait de « couleurs ennemies » — à positive, sous l'influence de la formulation de la loi du contraste simultané des couleurs.

## Définition et conséquences
Deux couleurs sont dites complémentaires quand leur mélange peut produire un résultat sans dominante colorée, c'est-à-dire situé sur l'échelle du noir au blanc.

### Achromaticité
Le mélange d'un couple de couleurs complémentaires annule l'impression de couleur, produisant un gris neutre.
Cette définition implique qu'on ait au préalable défini ce qu'est un gris neutre, « achromatique », sans coloration.
Le gris étant un champ chromatique, on connaît des gris tendant vers le rose, vers le jaune, ou vers toute autre teinte. Un gris neutre, par définition, ne donne lieu à aucune perception colorée on peut dire que les gris sont leur propre complémentaire.

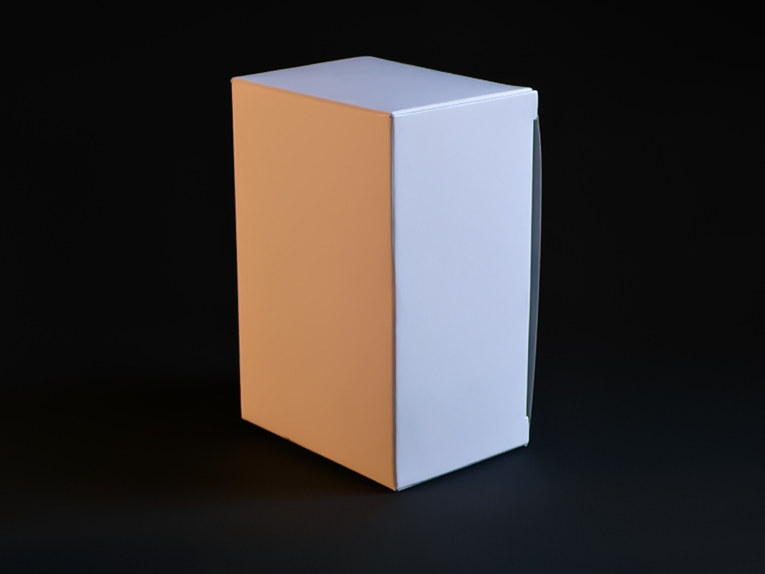
Boîte blanche éclairée à gauche par un éclairage à incandescence, à droite par la lumière du jour.

Les études colorimétriques ont montré que l'adaptation visuelle permet d'identifier la couleur des objets malgré un changement de couleur de l'éclairage, mais que ce qui semble blanc quand une certaine lumière domine ne l'est plus sous une autre. La composition spectrale du blanc doit avant tout être fixée ; c'est une caractéristique de l'éclairage que l'on choisit.
Observant, le soir, depuis la rue, une fenêtre éclairée par un tube fluorescent du type blanc industrie, le plafond paraît vert pâle. Dans la pièce, il semble blanc.
La complémentaire d'une couleur donnée dépend de l'éclairage choisi.
C'est particulièrement sensible dans la synthèse additive des couleurs, où des lumières causent les impressions colorées. Les couleurs complémentaires peuvent être des lumières monochromatiques. En synthèse soustractive, comme tous les champs colorés et le blanc sont généralement éclairés par la même source, le décalage des complémentaires selon la lumière qui les éclaire est moins facile à observer.
En peinture, toutefois, c'est une pratique commune que d'assombrir une couleur en la rompant avec sa complémentaire. Si le blanc des lumières principales était exactement le même que celui des ombres, rabattre le ton en y ajoutant du noir ferait aussi bien l'affaire. Mais en général, les ombres sont éclairées par des reflets colorés, et l'artiste prend la (presque) complémentaire appropriée, pour reproduire l'impression que produit ce changement d'éclairage.

### Lumières de couleurs complémentaires
On combine les lumières de couleur
- soit par projection de deux sources sur un même écran — la proportion se règle alors en éloignant ou en rapprochant une des sources,
- soit en faisant tourner rapidement un disque sur lequel sont peints des secteurs colorés — la taille des secteurs détermine la proportion ou tout autre dispositif qui fait alterner les couleurs, comme le système DLP,
- soit en juxtaposant une grande quantité de taches colorées trop petites pour qu'on les distingue à la distance normale d'observation, comme dans la synthèse additive qu'utilisent les écrans de télévision ou d'ordinateur et de nombreux vidéoprojecteurs.

Le spectre du mélange est la somme, bande par bande de longueur d'onde, des spectres des lumières que l'on mélange. Si les couleurs sont complémentaires, on peut trouver une proportion qui donne un spectre qui correspond à une couleur métamère d'un gris. Le calcul avec les tables des fonctions colorimétrique de la Commission internationale de l'éclairage donne un résultat qui correspond bien à l'examen visuel — la Commission a déterminé ces tables à partir d'expériences psychométriques basées sur le mélange de lumières colorées.
Si la luminosité du gris obtenu par mélange des complémentaires est suffisamment forte, c'est un blanc.

#### Complémentaires monochromatiques

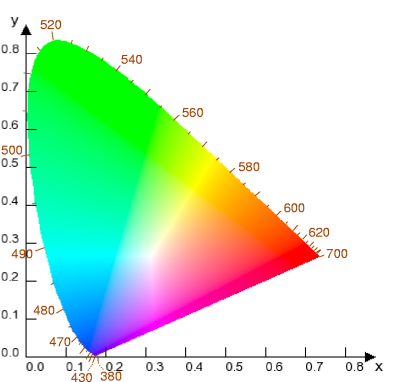
Diagramme de chromaticité.

L'alignement des points représentatifs des lumières de couleur complémentaire sur le diagramme de chromaticité découle de la définition de celui-ci et de celle des couleurs complémentaires. On détermine les couleurs, ainsi que la proportion des intensités lumineuses nécessaires pour chacune d'elles pour obtenir une couleur métamère du blanc (c'est-à-dire visuellement équivalente). La proportion des flux lumineux est très variable, mais celle des flux énergétiques ne varie que dans un rapport de un à trois. Pour le blanc de la source normalisée C, les lumières monochromatiques de longueur d'onde inférieure à 492 nm, correspondant à des couleurs de violet à vert bleuâtre, ont des complémentaires de longueur d'onde supérieure à 567 nm, correspondant à des couleurs jaunes à rouges. Les lumières monochromatiques dans l'intervalle 492 nm à 567 nm n'ont pas de complémentaire monochromatique.

#### Synthèse additive
Le cas de la synthèse additive est grandement simplifié, puisqu'on ne mélange en tout que trois sources de spectre déterminé pour obtenir un rouge, un vert et un bleu. Toute couleur dans le gamut du dispositif se résume à trois indices, par lequel se multiplie le spectre de chaque couleur primaire avant de les ajouter. Les indices pour obtenir le blanc étant xb, yb, zb, les gris correspondent aux mêmes indices multipliés par un nombre k compris entre 0 et 1. La complémentaire de la couleur que produisent les indices x1, y1, z1 se calcule en recherchant un triplet x2, y2, z2 tel que x1+x2, y1+y2, z1+z2 soit égal à k.xb, k.yb, k.zb.
Les systèmes de synthèse vidéo et informatique (Rec. 709 par exemple) utilisent des indices non linéaires. Pour obtenir une complémentaire au sens de la colorimétrie, il faut d'abord les convertir en valeurs d'un système linéaire comme CIE XYZ, rechercher une complémentaire de luminance appropriée, puis convertir à nouveau en sens inverse. Mais on appelle complémentaires des couleurs dont le code est composé du complément à 1 de l'autre, pour chaque valeur r, v, b, le triplet r=1, v=1, b=1 définissant le blanc.

### Couches successives ou mélanges de matières
La succession de filtres optiques produit une lumière dont le spectre est le produit, bande par bande de longueur d'onde, de celui de la lumière illuminante par le coefficient d'absorption de chaque couche. Les tables de fonctions colorimétriques permettent de prévoir l'aspect coloré du résultat. Pour que deux couleurs soient complémentaires, il faut trouver une proportion telle que la lumière sortant des filtres soit métamère d'une lumière achromatique. Des filtres dont la combinaison des spectres d'absorption aboutiraient à une valeur égale pour toutes les bandes de longueur d'onde seraient optimalement complémentaires ; mais, pour un spectre d'illuminant donné, il existe de nombreuses autres possibilités, puisqu'il suffit que le résultat soit égal pour les trois distributions colorimétriques.
Le mélange de matières colorées transparentes se raisonne de la même façon. Les spectres d'absorption se combinent à proportion de celles des matières.
Le mélange de matières diffusantes, observées par réflexion, est considérablement plus complexe.
Il est rare que deux matières de couleur complémentaire, prises isolément, puissent donner un mélange achromatique ; et le fait que leur mélange puisse donner un gris n'implique pas que leurs couleurs soient complémentaires par addition. L'expérience s'en fait facilement avec le disque de Newton.
De plus, si, dans le mélange des lumières, on fait ce qu'on veut en laboratoire en combinant des lumières monochromatiques avec des lumières blanches, les spectres d'absorption des matières dépendent de leurs propriétés moléculaires, et la seule possibilité ouverte est le mélange. Il est impossible d'obtenir des pigments parfaitement saturés, et d'ailleurs, rien n'oblige les couleurs complémentaires à l'être.

#### Synthèse soustractive
Ce qu'on appelle synthèse soustractive, est un processus au cours duquel des colorants absorbent une partie du rayonnement d'un fond blanc. Avec au moins trois couleurs élémentaires couvrant chacune principalement une partie du spectre lumineux, on peut obtenir une gamme de couleurs assez importante. Dans les films photographiques argentiques, trois couches superposées sensibles à des parties différentes du spectre forment après développement trois filtres de densité variable selon l'exposition, respectivement jaune, rouge violacé et bleu-vert, qui reconstituent l'image en couleurs. C'est la réalisation la plus simple de la synthèse soustractive.
En imprimerie, on fait varier l'importance de chaque couleur élémentaire à l'aide d'une trame dont les points sont plus ou moins gros. La couleur finale, telle que vue à une distance où l'on ne distingue pas les points, dépend de la façon dont ceux-ci se recouvrent ou se juxtaposent sur le fond blanc.

## Détermination simplifiée d'une couleur secondaire
À condition d'éviter toute précision dans la dénomination des couleurs et de s'en tenir à des champs de couleurs assez larges, on peut raisonner simplement les couleurs à partir d'un modèle simplifié. Quand les couleurs sont le produit d'une synthèse trichrome, la complémentaire d'une couleur secondaire est la couleur primaire n'ayant pas servi à sa création.
Dans une synthèse additive, le mélange de la primaire rouge à 100% et de la primaire verte à 100% donne la couleur secondaire jaune à la luminosité maximale. Si on ajoute la primaire bleue à 100%, on obtient le blanc, avec les trois couleurs primaires à 100%. Par conséquent, le jaune et le bleu sont complémentaires. Dans un système de couleurs défini par un triplet (rouge, vert, bleu) où un nombre entre 0 et 1 donne l'intensité de chaque canal, la complémentaire s'obtient en prenant le complément à 1 de chacune des valeurs :
{rouge : r, vert : v, bleu : b} est complémentaire de {rouge : (1 - r), vert : (1 - v), bleu : (1 - b)}.
Dans une synthèse soustractive parfaite, le rouge, obtenu par le mélange égal de jaune et de magenta, serait la complémentaire du cyan, troisième couleur fondamentale de la synthèse négative des couleurs. Dans la synthèse soustractive réelle, il n'en va pas tout à fait ainsi. Les imperfections des colorants font varier quelque peu la chromaticité avec la densité. En imprimerie, les phénomènes sont encore plus approximatifs. Le spectateur comprend les couleurs de ces reproductions imparfaites, même s'il les verrait différentes de l'original si elles lui étaient confrontées.

## Complémentaire par rémanence visuelle
La propriété de rémanence de la vision humaine fournit une autre définition de la couleur complémentaire. On place une surface de la couleur dont on veut déterminer la complémentaire sur un large fond blanc. Après l'avoir regardée fixement pendant un certain temps, on la retire : on voit alors sur la surface blanche la couleur complémentaire.
Il n'y a aucun moyen de relier cette couleur perçue à celles définies précédemment, mais on peut facilement s'assurer qu'il s'agit de couleurs proches.

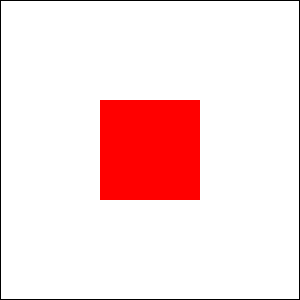

La fixation longue du carré rouge entraîne également sur la rétine l'apparition d'un halo cyan autour du carré rouge, du fait que lorsque l'œil fait des micro-mouvements, les cellules optiques stimulées dans le rouge voient du blanc. Buffon a présenté et expliqué cet effet par la fatigue du regard en 1743 ; il appelle les couleurs que l'on perçoit de cette manière « couleurs accidentelles ». Les théories modernes de la perception visuelle ont largement perfectionné cette explication, en la mettant en relation avec l'adaptation chromatique et les phénomènes d'image rémanente.

## Importance théorique
La notion de couleurs complémentaires inscrites dans le cercle chromatique est antérieure, dans la peinture et les arts graphiques, à sa formalisation dans les théories de la perception colorée.
Dans la théorie de la couleur de Ewald Hering, deux couples de couleurs complémentaires, le rouge (carmin) opposé au vert et le bleu opposé au jaune, déterminent la perception des couleurs. Si un rouge peut, comme on dit, tirer sur le bleu, ou une nuance de bleu se dire plus verte qu'une autre, il n'existe pas de rouge tirant sur le vert, ou de bleu jaunâtre. Pour Hering, les couleurs complémentaires témoignent de la perception par oppositions de caractères. À celle entre le clair et le sombre, qui n'échappe à personne, s'ajoutent celles entre les deux paires des principaux champs chromatiques du langage. Hering reprochait au modèle de Helmholtz et de Young, basé sur une hypothèse sur la physiologie de l'œil trichromate, de ne pouvoir rendre compte des oppositions de couleur. Les couleurs complémentaires sont au contraire à la base du modèle de Hering, basée sur la structure des classifications de couleur. Les recherches sur la vision ont abouti, dans les années 1960, à considérer non seulement les trois types de récepteurs, mais aussi les regroupements de fibres nerveuses dans les cellules bipolaires et les cellules ganglionnaires de la rétine, les corps genouillés et les différentes aires cérébrales visuelles, et à confirmer le modèle de Hering.
La détermination des lumières monochromatiques complémentaires a fait partie des expériences ayant permis l'établissement de l'observateur de référence et des diagrammes chromatiques de la Commission internationale de l'éclairage.

## Effet visuel

Cercle chromatique de designer.

La théorie des complémentaires, élaborée au XVIIIe siècle et au XIXe siècle, diffusée d'abord chez des artistes comme Anton Raphael Mengs et popularisée par le Traité des couleurs de Goethe, vérifiée par les expériences et développée par Michel-Eugène Chevreul, qui a influencé, à travers Horace Lecoq de Boisbaudran, les artistes formés par la petite École, a contribué à une modification du goût qui fait apprécier leur juxtaposition, alors que l'on considérait autrefois que le rapprochement de ces couleurs « ennemies » blessait la vue, un jugement qui a encore cours dans l'art moderne.
Michel-Eugène Chevreul énonce, en conséquence de sa Loi du contraste simultané des couleurs, que deux couleurs complémentaires juxtaposées sont perçues moins lavées de blanc, plus saturées, qu'elles ne le sont, vues isolément.
Les fleuristes mettent en œuvre le renforcement visuel mutuel des complémentaires lorsqu'ils entourent un bouquet de fleurs rouges de feuillages.
Le manuel de Johannes Itten, ancien enseignant du Bauhaus, L'Art de la couleur, publié en 1961, fait des contrastes de couleur la base de l'enseignement, entre lesquels, suivant la classification de Adolf Hölzel, il distingue le contraste des complémentaires. Il définit celles-ci comme « deux couleurs pigmentaires dont le mélange donne un gris-noir de ton neutre. » Il conçoit son cercle chromatique afin de permettre de repérer les harmonies de couleur sans recourir à des essais, affirmant que tous les couples de couleurs complémentaires, opposées sur le cercle, forment une harmonie.
Les graphistes et designers, dont le but n'est pas l'agréable contemplation d'une œuvre, utilisent régulièrement l'association de couleurs complémentaires[réf. souhaitée]. Dans la création des logotypes par exemple, il n'est pas rare de voir l'utilisation de couleurs complémentaires (comme l'enseigne bleue et orange des magasins E.Leclerc ou encore le logo jaune et violet des Lakers de Los Angeles).